# Роберто Динамите
Ка́рлос Робе́рто де Оливе́йра (на португалски: Carlos Roberto de Oliveira, известен повече като Роберто Динамите), е бразилски футболист, нападател. Роден е на 13 април 1954 г. в Дуки ди Кашиас. Висок е 1,86 м. В последното си време се занимава с политика. Он 2008 до 2014 е президент на клуб Вашко да Гама.

## Кариера
Получава прозвището си в деня на дебюта си заради написаното във вестник „Жорнал доз Еспортиш“: „Момчето-Динамит взривява „Маракана““. 7-мо място в световната история по отбелязани голове в националните шампионати (470). В Бразилския шампионат има 331 мача — 190 гола. В шампионатите Паулиста и Кариока: 419 мача, 278 гола (Кариока — 270 гола, Паулиста — 8 гола). В шампионата на Испания 1979/80 за „Барселона“: 8 мача — 2 гола.
На 24 март 1993 на 39 години, Динамите изиграва последната си среща, в която испанския „Депортиво Ла Коруня“ побеждава неговия „Вашку да Гама“ с 2:0 на стадион „Маракана“, в приятелски мач в който Зико играе също (за Вашку). 
След завършването на кариерата си започва да се занимава с политика. Става член на законодателното събрание на щат Рио де Жанейро, където е преизбиран 5 пъти подред (от 1994 година, последния път през 2010 година). В периода 2008—2014 е президент на родния си клуб „Васко да Гама“.

## Успехи
Като играч
- Участник на световно първенство: (2) 1978, 1982
- Бронзов медалист: (1) 1978
- Шампион на Бразилия: (1) 1974
- Шампион на щат Сао Пауло: (4) 1980, 1981, 1985, 1987
- Шампион на щат Рио де Жанейро: (5) 1977, 1982, 1987, 1988, 1992
- Носител на Купа Гуанабара: (6) 1976, 1977, 1986, 1987, 1990, 1992
- Носител на Купа Атлантика:  (1) 1976
- Турнир за двестагодишнината на независимоста на САЩ: 1976
- Носител на Купата на Рио де Жанейро: (3) 1984, 1988, 1992
- Турнир Куадрангулар (Рио де Жанейро): (1) 1973
- Международен турнир в Севиля (Испания): (1) 1979
- Турнир Коломбино Уелва: (1) 1980
- Носител на Купата на град Манаус: (1) 1980
- Фуншал-Трофи (Мадейра): (1) 1981
- Носител на Купа Жоао Хавеланж: (1) 1981
- Турнир Верон: (1) 1982
- Трофей Рамон де Каранса: (1) 1987, 1988
- Носител на Златната Купа: (1) 1987
- Носител на Купата на Пеле: (1) 1991

Индивидуални
- Голмайстор в Бразилския шампионат: (2) 1974, 1984
- Голмайстор на щат Рио де Жанейро: (3) 1978, 1981, 1985
- Носител на Серебряного мяча» (по версия на списание „Плакар“): (3) 1979, 1981, 1984
- Голмайстор на Кубка Америки: 1983
- Голмайстор №1 в историята на Лиги Кариока: 282 гола
- Голмайстор №1 в историята на Шампионата на Бразилия (Серия А): 190 гола